# Luci Corneli Lèntul (cònsol 3 aC)
Luci Corneli Lèntul (en llatí: Lucius Cornelius L. f. Lentulus) va ser un magistrat romà del segle i aC. Era membre de la família dels Cornelis Lèntuls, una família d'origen patrici: probablement era fill de Luci Corneli Lèntul, cònsol el 38 aC, o d'un germà seu, i segurament tenia per germà Gneu Corneli Lèntul, cònsol el 18 aC.
Va ser elegit cònsol el 3 aC juntament amb Marc Valeri Messal·la Messal·lí. Smith el confon amb el seu pare, al qual atribueix el fet d'haver estat flamen de Mart i haver batut moneda l'any 20 aC, honors que cal atribuir al fill. Sembla que va ser procònsol a Àfrica l'any 4 dC.